# Gare de Bischoffsheim
Gare de Bischoffsheim vasútállomás Franciaországban, Bischoffsheim településen.

## Vasútvonalak
Az állomást az alábbi vasútvonalak érintik:
- Sélestat–Saverne-vasútvonal

## Kapcsolódó állomások
A vasútállomáshoz az alábbi állomások vannak a legközelebb:
- Gare d’Obernai
- Gare de Rosheim